# 提格拉特帕拉沙尔三世
提格拉特帕拉沙尔三世（阿卡德语：𒅆𒁾𒀀𒂍𒈗𒊏，又名图库尔蒂-阿皮尔-伊沙拉三世，舊約聖經名為提革拉毘列色），（？—前727年），亚述国王（前745年－前727年在位），巴比伦国王（前729年－前727年在位）。提格拉特帕拉沙尔三世是亚述新王国时期最重要的君主之一，更被认为是新亞述帝國的创建者。经过他的努力，亚述国家再次从衰弱走向强盛。

## 名字
图库尔蒂-阿皮尔-伊沙拉（或提格拉特帕拉沙尔）是一个王号（在国王登上王位之后加给他的名字）而不是出生时的名字，其字面意思为“伊沙拉之子是我的信念”。在旧约全书中，这个名字被记载为“提格拉毘列色”。但是，在旧约中的列王紀下 15:19，同一个国王被称为“普勒”<詹姆士王欽定版聖經 (KJV) 稱其為 Pul，新國際版聖經 (NIV) 則無>。普勒名的来源不易考证，有可能是提格拉特帕拉沙尔三世的本名，也可能是他作为巴比伦国王时所使用的名字“普鲁”的不完整转写。然而，所有这些资料都是在提格拉特帕拉沙尔三世死后写成的，研究者并不知道这些名字在他生前是否确实被使用过。

## 即位和改革
提格拉特帕拉沙尔三世在其本人的铭文中自称是亚述国王阿达德尼拉里三世的儿子，但他的出身并不明朗。如果他真的是阿达德尼拉里之子，那么他的前任亚述尼拉里五世就是他同父异母的兄弟。在亚述尼拉里五世统治时期，提格拉特帕拉沙尔是一名地方总督。前745年，亚述王国爆发了一场内战，亚述尼拉里五世在内战中死亡。提格拉特帕拉沙尔三世正是在这次内战中登上了王位（苏联历史学家认为，这次内战的实际性质是提格拉特帕拉沙尔领导贵族推翻了亚述尼拉里）。
提格拉特帕拉沙尔三世上台时的亚述王国正处于一个衰落阶段。由于前几任国王在位时发生了多次大规模内乱，亚述的国力水平较亚述那西尔帕二世（前883年～前859年在位）和萨尔玛那萨尔三世（前858年～前824年在位）统治下的强盛时期大为下降。地方总督拒绝服从号令，附属国纷纷独立，巴比伦地区的阿拉米人部落亦经常对边境进行侵扰。最大的危险则来自于北方强国乌拉尔图。乌拉尔图在亚述势力不振时迅速扩张，其影响力远达叙利亚和美索不达米亚北部，并支持那些地区的小国反抗亚述统治。在南高加索，乌拉尔图已经将亚述完全排除出去。由于乌拉尔图切断了通往叙利亚、安纳托利亚和伊朗的商路，亚述的经济也受到了打击。
面对这种不利局势，提格拉特帕拉沙尔三世实施了一系列重要改革。这些改革影响深远，终于导致了亚述在近东的霸权。
改革的一项关键内容是限制官员权力。在阿达德尼拉里三世时期，官员们权力极大，甚至可以在不通知国王的情况下擅自发动战役。地方总督往往形成割据，有的已经独立或是明显表现出独立倾向。提格拉特帕拉沙尔因此在各省任命名为“别尔-帕哈提”的行政长官来取代总督。行政长官的权力比原来的总督小，但仍不足以让提格拉特帕拉沙尔三世放心。为了进一步削减地方统治者的力量，他开始减小省的面积。对新征服的各省，则往往派遣宦官前去管理。结果省的数目增多了，到前738年，已知的省份多达80个；而省的长官的力量则减小了，而且还有许多人是宦官。提格拉特帕拉沙尔还允许平民直接向国王上书，以监视各级官僚。
另一些改革措施是针对军事方面。这些措施包括：组建由政府供给的常备军，促使无地者纷纷加入军队，从而增强了兵力；在直属国王的主力军队以外，地方也建立军队负责守卫并充当后备力量；征召被征服地区的居民为亚述打仗，于是大大增强了军力（外国人通常只能充当步兵，骑兵和战车兵还是由亚述人来担任）。在提格拉特帕拉沙尔三世时期，历史学家发现了有工兵存在的明显证据，这在军事上是一个重大进步。
通过这些改革，提格拉特帕拉沙尔三世巩固了统治并建立起一支强大的军队，从而为他的征服活动奠定了基础。

## 军事扩张

提格拉特帕拉沙尔三世的征服活动（綠色）及對以色列人的放逐。提格拉特帕拉沙尔三世以對帝國中成千上萬人民的逼遷来穏固亞述的統治。

在提格拉特帕拉沙尔三世时期，亚述国家再次走上扩张道路。军事活动的开展与改革同时进行，或者比改革还要早。根据铭文（记载提格拉特帕拉沙尔在位年代的编年史，发现于卡拉赫）记述，提格拉特帕拉沙尔在登上王位的第一年就进军巴比伦。他先率军南下制服那些阿拉米人部落，然后向东渡过底格里斯河。巴比伦城的神庙祭司为使城市免遭洗劫向提格拉特帕拉沙尔表示恭顺。这次行动的结果是，提格拉特帕拉沙尔三世将尼普尔（苏美尔时代的宗教圣城）一带吞并，并在该地建立一个省。按照他本人的说法，他占领了“从杜尔-（库里）加尔祖，沙马什的西帕尔，......巴比伦城一直到乌克努河和（低海海岸）的地区”（“低海”是指今波斯湾）。提格拉特帕拉沙尔并且声称，他对待被征服地区的人民如同对待本国人一样。他派遣宦官去管理这些地区。
前744年，提格拉特帕拉沙尔三世发动指向东方的远征，一直进军到埃兰附近。这次远征所获的疆土组成一个新省，并留下一部分军队守卫。
前743年至前740年，提格拉特帕拉沙尔三世在西方粉碎了由叙利亚和安纳托利亚诸王公组成的联盟。这个联盟以叙利亚城邦亚珥拔为首，包括阿拉米人、新赫梯人和腓尼基人（可能还有一些叛乱的亚述总督），并受到乌拉尔图王国的支持。提格拉特帕拉沙尔三世集中了全国的兵力发动进攻。乌拉尔图国王萨尔杜里二世亲自率军前来援救叙利亚人，但在康马罕地区的战役中被提格拉特帕拉沙尔击败。提格拉特帕拉沙尔在获胜后没有对乌拉尔图本土进行试探，而是回过头来进攻亚珥拔。经过3年的围攻之后，他在前740年攻克了亚珥拔，前743年，亚述国王提格拉特帕拉沙尔三世率军侵入叙利亚。当时亚珥拔领导着一个由叙利亚各城邦组成的联盟，在乌拉尔图的支持下反抗亚述的侵略。但乌拉尔图在这次战争中被亚述击败，使叙利亚失去了保护。亚珥拔坚持抵抗了三年，最后被提格拉特帕拉沙尔三世攻陷。提格拉特帕拉沙尔杀戮了亚珥拔全城的居民并将城市夷为平地。并在该地置了一个省。这时叙利亚各邦已经完全屈服，大马士革和哈马都同意向亚述纳贡。同时向亚述表示臣服的还有腓尼基人的城邦推罗。
前739年提格拉特帕拉沙尔三世发动一次规模不大的战役，战胜了犹大王国的国王乌西雅。同年在叙利亚和黎巴嫩等地，他又占领了一些地区；对以色列王国的一次进攻则迫使以色列国王米拿现承认自己是亚述的藩属。据铭文记载，这一年承认提格拉特帕拉沙尔三世为宗主的还有一个阿拉伯部落的女首领。
提格拉特帕拉沙尔三世最重要的军事活动发生于前738年至前735年之间，是直接针对乌拉尔图王国的。他在前738年向东方发动远征，巩固了对米底亚地区的控制，并在马纳设立了一个省。前735年，提格拉特帕拉沙尔率军侵入乌拉尔图本土。他在野战中击败了萨尔杜里二世的军队，但无力攻克防守严密的乌拉尔图都城图施帕（位于今土耳其凡城，位于凡湖湖畔）。提格拉特帕拉沙尔三世于是在当地立了一块石碑铭刻他的胜利，然后率军撤退。在这次战争之后，亚述最主要的敌人和制衡者乌拉尔图开始衰落。
前732年，提格拉特帕拉沙尔三世开始执行征服大马士革王国的计划。事件的起因是大马士革国王利汛与以色列国王比加联合进攻犹大王国。犹大国王亚哈斯筹集大量款项向提格拉特帕拉沙尔求援，后者决定借机征服大马士革这个最强大的叙利亚城邦。提格拉特帕拉沙尔采取迂回战术，先北上占领了地中海沿岸的非利士人诸城，然后南下征服大马士革的盟友加沙（前732年），以及各阿拉伯部落和以东、摩押等小国。这时以色列国内发生了巨变，何细亚杀死比加篡夺了王位，并立刻向提格拉特帕拉沙尔投降。提格拉特帕拉沙尔于是占领了以色列王国的大部分疆土，将其北部设为亚述的一个省。就这样提格拉特帕拉沙尔三世完成了对大马士革王国的包围，并且消灭了它的所有潜在盟友。他随即以优势兵力对大马士革展开正面进攻。提格拉特帕拉沙尔三世先在野战中击败了利汛，然后围攻大马士革，经过一年的围困攻陷了这座城市。经过此役，大马士革王国被彻底摧毁，叙利亚各邦几乎全部臣服于亚述。
提格拉特帕拉沙尔三世在其统治末期再次对巴比伦发动攻势。他在第一次的征伐中只是攻占了部分地区，巴比伦国王拉布那沙尔还保留着王位。前734年拉布那沙尔死后，巴比伦发生内乱，一个叫纳布-姆金-泽里的人登上了王位。提格拉特帕拉沙尔三世借机率军攻入巴比伦，打败并俘虏了纳布-姆金-泽里。这件事在他的编年史里有详细记载。前729年，提格拉特帕拉沙尔实现了对整个巴比伦地区的控制（但允许巴比伦保留一套独立的行政机构），巴比伦的祭司集团也承认他为国王。他在巴比伦使用的王号是“普鲁”。

## 其它
提格拉特帕拉沙尔三世曾在尼姆鲁德（今伊拉克摩苏尔附近）建造一座宫殿，这座宫殿在阿萨尔哈东时期被拆毁。
在提格拉特帕拉沙尔在位末期，亚述国内发生了一次大规模叛乱。这次叛乱发生于前728年，其性质尚不清楚，因为记载此事的泥板已经损坏了。
前727年，提格拉特帕拉沙尔三世去世，他的儿子萨尔玛那萨尔五世继承了王位。

## 评价
一般认为提格拉特帕拉沙尔三世的统治是亚述历史上的一个转折点。他的改革为亚述帝国在前8世纪末期—前7世纪卷起的征服狂潮奠定了基础。在他之后的亚述诸王继续执行扩张政策，在一个短时期内几乎征服了整个近东地区（包括埃及）。这种军国主义的做法一直持续到亚述灭亡。
在提格拉特帕拉沙尔三世时期形成了亚述帝国的有特点的强制移民政策（“纳萨胡”）。此前的亚述统治者往往把被征服地区的居民直接变为奴隶或斩尽杀绝，所到之处夷为废墟。提格拉特帕拉沙尔的处理方法则是将被征服者分成小股强行迁徙到帝国境内各地，并特意使不同民族的人混居。这种做法使被征服者难以联合起来发动叛乱，但同时也使大量异族居住在亚述内地，造成“空心化”状态。这样做究竟是利是弊，研究者有不同看法。汤因比批评这种政策，并认为它是导致亚述灭亡的原因之一。

## 圣经叙述
犹太教的圣典旧约全书中多次提到提格拉特帕拉沙尔三世。列王纪下15:19说他攻打以色列王国，向以色列王米拿现索取1000塔兰特贡赋而归（“亞述王普勒來攻擊以色列國，米拿現給他一千他連得銀子，請普勒幫助他堅定國位。米拿现向以色列一切大富户索要银子，使他们各出五十客舍勒，给了亚述王。於是亞述王回去，不在國中停留”，这里的“普勒”就是指提格拉特帕拉沙尔三世）。列王纪下15:29记载了提格拉特帕拉沙尔三世在以色列王比加在位时期对以色列的洗劫（“以色列王比加年间，亚述王提革拉毗列色来夺了以云、亚伯伯玛迦、亚挪、基低斯、夏琐、基列、加利利和拿弗他利全地，将这些地方的居民都掳到亚述去了”）。当比加与大马士革国王利汛结盟反对犹大国王亚哈斯时，亚哈斯向提格拉特帕拉沙尔三世求援，并以神殿的金银为报酬。提格拉特帕拉沙尔三世于是围困大马士革，杀掉了利汛，并把大马士革的居民全都强制迁徙到吉珥去了。这件事记载于列王纪下16:9，显然反映的是提格拉特帕拉沙尔三世灭亡大马士革王国的史实（“亞蘭王利汛和以色列王利瑪利的兒子比加上來攻打耶路撒冷，圍困亞哈斯，却不能战胜他....亞哈斯差遣使者去見亞述王提革拉毗列色，說：“我是你的僕人、你的兒子。現在亞蘭王和以色列王攻擊我，求你來救我脫離他們的手”。亞哈斯將耶和華殿裏和王宮府庫裏所有的金銀都送給亞述王為禮物。亞述王應允了他，就上去攻打大馬色，將城攻取，殺了利汛，把居民擄到吉珥”）。在历代志下28:20中，亞哈斯又受到提格拉特帕拉沙尔三世的冷落了（“亞述王提革拉毗尼色上来，却没有帮助他，反倒欺凌他”）。